# Илсфелд
Илсфелд (њем. Ilsfeld) општина је у њемачкој савезној држави Баден-Виртемберг. Једно је од 46 општинских средишта округа Хајлброн. Према процјени из 2010. у општини је живјело 8.440 становника. Посједује регионалну шифру (AGS) 8125046.

## Географски и демографски подаци
Илсфелд се налази у савезној држави Баден-Виртемберг у округу Хајлброн. Општина се налази на надморској висини од 230 метара. Површина општине износи 26,5 km². У самом мјесту је, према процјени из 2010. године, живјело 8.440 становника. Просјечна густина становништва износи 318 становника/km².

## Међународна сарадња
| Мјесто   | Држава     | Врста сарадње | Од    |
| -------- | ---------- | ------------- | ----- |
|          | Швајцарска | контакт       | 1957. |
| Кирхдорф | Аустрија   | контакт       | 1982. |
| Извор    |            |               |       |